# 이성시
이성시(李成市, 1952년~)는 동양사학자다. 와세다 대학 문학학술원 교수이며, 재일한인역사자료관 관장이다. 전공은 한국 고대사, 동아시아사다. 아이치현 나고야시 출신이다.

## 경력
- 1976년 - 와세다 대학 제일문학부 동양사학과 졸업
- 1982년 - 와세다 대학 대학원 문학연구과 박사과정 이수
- 1992년 - 요코하마 국립대학 교육학부 조교수
- 1995년 - 와세다 대학 문학부 조교수
- 1998년 - <고대 동아시아의 민족과 국가>로 문학박사 학위취득(와세다 대학)
- 1998년 - 와세다 대학 문학부 교수
- 2012년 - 와세다 대학 문학학술원장, 문학부장(~2014년 9월)
- 2017년 - 재일한인 역사자료관(도쿄도 미나토 구) 2대 관장 취임

## 저서
- 《동아시아의 왕권과 교역 : 정창원의 보물이 온 또 하나의 길》 (아오키 서점, 1997년)
- 《고대 동아시아의 민족과 국가》(이와나미 서점, 1998년)
- 《동아시아 문화권의 형성》(야마카와 출판사, 2000년)

### 공저
- 《고대조선의 고고(考古)와 역사》 사오토메 마사히로(早乙女雅博) 공저 (유잔카쿠, 2002)
- 《식민지 근대의 관점 : 조선과 일본》 미야지마 히로시(宮島博史), 윤해동, 임지현 공저 (이와나미 서점, 2004)
- 《동아시아 고대 출토 문자자료의 연구》 쿠도 모토오(工藤元男) 공저 (유잔카쿠, 2009)
- 《지금 '아시아'를 어떻게 말할까》 아리마 마나부(有馬学）、마쯔모토 켄이치(松本健一), 나카지마 타케시(中島岳志), 리우 지에(劉傑) 공저 (겐 서방, 2011)
- 《'한일병합' 100년을 묻다 : '사상' 특집・관계자료》 조경달(趙景達), 미야지마 히로시, 와다 하루키(和田春樹) 공저 (이와나미 서점, 2011)
- 《이와나미 강좌 일본역사》 편집위원(2013년부터)

### 한국어 저서
- 《동아시아의 왕권과 교역》 김창석 역 (청년사, 1999) : 아오키 서점(1997)의 번역서
- 《만들어진 고대》 박경희 역 (삼인, 2001)
- 《국사의 신화를 넘어서》 공저 (휴머니스트, 2004)
- 《일본의 고대사 인식》
- 《일본, 한국 병합을 말하다》 최덕수 역 (열린책들, 2011) : 이와나미 서점(2011)의 번역서
- 《식민주의 역사학과 제국》 공저 (책과함께, 2016)
- 《이기백 한국사학의 영향》 공저 (한국사학, 2016)
- 《투쟁의 장으로서의 고대사》 박경희 역 (삼인, 2019)
- 《동아시아 세계론의 실천과 이론》 박민경, 위가야 역 (에디투스, 2019)
- 《고대 동아시아의 민족과 국가》 이병호, 김은진 역 (삼인 2022)